# 邑姜
邑姜（ゆうきょう、生没年不詳）は、西安市東の酈山の羌族の王女。周の武王の王后。通称 王姜。商（殷）を倒した武王が2年後に亡くなったため、幼い成王を代わって摂政となり、商の反攻が始まると軍を率い遠征し、勝利した。
斉の太公の娘として生まれた。周の武王にとつぎ、成王と唐叔虞を生んだ。
唐叔虞を懐妊したとき、邑姜は夢に天帝を見て予言を受けた。
のちに邑姜は晋の妣（国母）とされた。